# Жагуаре (футбольний клуб)
«Жагуаре» (порт. Jaguaré) — бразильський футбольний клуб, який базується в муніципалітеті Жагуаре, штат Еспіриту-Санту. Заснований 5 грудня 2001 року.